# Tutnall
Tutnall – wieś w Anglii, w hrabstwie Worcestershire, w dystrykcie Bromsgrove. Leży 21 km na północny wschód od miasta Worcester i 159 km na północny zachód od Londynu.